# Otar
Das Otar war eine Masseneinheit (Gewichtsmaß) in Bergkarabach und fand Anwendung beim Verkauf von Zucker, Tee, Kaffee, Gewürzen und Blei.
- 1 Otar-Stil = 38 Solotnik (russ.) = 163,254 Gramm